# ヘイ・ジュード (アルバム)
『ヘイ・ジュード』（Hey Jude）は、1970年2月にアメリカ合衆国で発売されたビートルズのコンピレーション・アルバム。オリジナル・アルバムには未収録となっていたシングル曲のほか、キャピトル・レコードより発売されたアルバムには未収録となっていた「キャント・バイ・ミー・ラヴ」と「恋する二人」が収録されたBillboard 200では4週連続第2位を獲得した。1980年代にカセットテープで再発売され、2014年に発売されたボックス・セット『THE U.S. BOX』で初CD化となった。

## 背景
本作の発売は、ポール・マッカートニー以外のメンバー3人とマネージメント契約をしたアラン・クレインとアップル・レコードによって考案された。1969年にキャピトル・レコードとそれまで以上に好条件の印税で契約延長が成功したことにより、1年に1枚コンピレーション・アルバムを発売する必要があった。しかし新たなアルバム1枚を発売できるだけの楽曲がなかったために、その時点でアメリカではアルバム未収録のシングル曲などが選ばれることとなった。
当初アルバムタイトルは「ザ・ビートルズ・アゲイン（The Beatles Again）」とされる予定で、1stプレスではジャケットの背側に「ヘイ・ジュード」、およびカタログナンバー"SW 385"はそのままに、訂正に間に合わず既にプレスされたレコード盤のレーベル面には「ザ・ビートルズ・アゲイン」のタイトルが印刷されている（のちにレーベルもヘイ・ジュードに訂正）。
アートワークは、ビートルズ最後のフォト・セッションとなった1969年8月22日にジョン・レノンの新居でイーサン・ラッセルによって撮影されたもの。2007年に元ビートルズのロードマネージャーだったニール・アスピノールは、「元々はフロントジャケットに使われた写真がバックジャケットに、バックジャケットの写真がフロントジャケットに使われる予定だったが、クレインのミスにより逆になったままで発売されてしまった」と説明している。
アメリカでは、アルバム『ザ・ビートルズ』以降すべてステレオ盤のみの発売となったため、本アルバムのモノラル盤はリリースされていない。

## リリース
『ヘイ・ジュード』は、アメリカ、カナダ、オーストラリア、スペイン、ドイツ、フランス、ギリシャ、日本、メキシコ、南アメリカなど多くの国で発売された。当初イギリスでは発売されていなかったが、輸入盤として流通し、当時のEMIの輸入盤史上、最高の売り上げを記録するヒットとなった。その後イギリスでも1979年5月11日にパーロフォンから発売された。
収録曲のうち、「ペイパーバック・ライター」、「レイン」、「レボリューション」の3曲のステレオ・ミックスは、本作で初収録となった。なお、スペインでは、「You can get married in Gibraltar near Spain（スペインの近くのジブラルタルで結婚できる）」というフレーズを問題視されたことにより、「ジョンとヨーコのバラード」をカットして発売された。
1987年にビートルズのイギリス盤オリジナル・アルバムがCD化されて以降、キャピトル編集盤『マジカル・ミステリー・ツアー』を除き各国とも曲目・バージョンがイギリス盤のものに統一されたため、長らくCD化されないままとなっていたが、2014年に発売されたボックス・セット『THE U.S. BOX』で初CD化となった。

## 収録曲
特記を除き、作詞作曲はレノン＝マッカートニーによるもの。
| #  | タイトル                                          | 作詞・作曲 | リード・ボーカル       | 時間 |
| -- | ------------------------------------------------- | ---------- | ---------------------- | ---- |
| 1. | 「キャント・バイ・ミー・ラヴ」(Can't Buy Me Love) |            | ポール・マッカートニー | 2:12 |
| 2. | 「恋する二人」(I Should Have Known Better)        |            | ジョン・レノン         | 2:43 |
| 3. | 「ペイパーバック・ライター」(Paperback Writer)    |            | ポール・マッカートニー | 2:19 |
| 4. | 「レイン」(Rain)                                  |            | ジョン・レノン         | 3:02 |
| 5. | 「レディ・マドンナ」(Lady Madonna)                |            | ポール・マッカートニー | 2:18 |
| 6. | 「レボリューション」(Revolution)                  |            | ジョン・レノン         | 3:25 |

| #   | タイトル                                                  | 作詞・作曲         | リード・ボーカル       | 時間 |
| --- | --------------------------------------------------------- | ------------------ | ---------------------- | ---- |
| 7.  | 「ヘイ・ジュード」(Hey Jude)                              |                    | ポール・マッカートニー | 7:08 |
| 8.  | 「オールド・ブラウン・シュー」(Old Brown Shoe)            | ジョージ・ハリスン | ジョージ・ハリスン     | 3:18 |
| 9.  | 「ドント・レット・ミー・ダウン」(Don't Let Me Down)       |                    | ジョン・レノン         | 3:35 |
| 10. | 「ジョンとヨーコのバラード」(The Ballad Of John And Yoko) |                    | ジョン・レノン         | 3:00 |

## 演奏
ビートルズ
- ジョン・レノン - リード・ボーカル、バッキング・ボーカル、リズムギター、ハーモニカ、リードギター、パーカッション
- ポール・マッカートニー - リード・ボーカル、バッキング・ボーカル、ベース、ピアノ、リードギター、ハモンドオルガン、ドラム、パーカッション
- ジョージ・ハリスン - リード・ボーカル、バッキング・ボーカル、リードギター、リズムギター、ベース、ハモンドオルガン、パーカッション
- リンゴ・スター - バッキング・ボーカル、ドラム、パーカッション

外部ミュージシャン
- ニッキー・ホプキンス - エレクトリックピアノ（「レボリューション」）
- ビリー・プレストン - エレクトリックピアノ（「ドント・レット・ミー・ダウン」）
- ロニー・スコット - テナー・サクソフォーン（「レディ・マドンナ」）
- ビル・ポベイ - テナー・サクソフォーン（「レディ・マドンナ」）
- ハリー・クレイン - バリトン・サクソフォーン（「レディ・マドンナ」）
- ビル・ジャックマン - バリトン・サクソフォーン（「レディ・マドンナ」）

## チャート成績
| チャート (1970年)                  | 最高位 |
| ---------------------------------- | ------ |
| オーストラリア (Kent Music Report) | 1      |
| カナダ (RPM)                       | 2      |
| 日本 (オリコン)                    | 5      |
| US Billboard Top LPs               | 2      |

## 認定
| 国/地域                                             | 認定        | 認定/売上数 |
| --------------------------------------------------- | ----------- | ----------- |
| イタリア (FIMI) 2009年以降の売上による              | Gold        | 25,000      |
| カナダ (Music Canada)                               | 4× Platinum | 400,000^    |
| アメリカ合衆国 (RIAA)                               | 3× Platinum | 3,000,000^  |
| * 認定のみに基づく売上数 ^ 認定のみに基づく出荷枚数 |             |             |